# Paaschburg
Die Paaschburg ist eine abgegangene Niederungsburg bei Itzehoe im Kreis Steinburg in Schleswig-Holstein.
Ihre wohl erste urkundliche Erwähnung als Burg stammt von 1368, wo sie als „Pascheborch“ bezeichnet wird. Anfangs handelte es sich noch um einen landesherrlichen, nämlich gräflichen, Hof (lat. curia). Nach Willert entstand die Paaschburg in der zweiten Hälfte des 13. Jahrhunderts und nahm Aufgaben zur Versorgung der Besatzung der Burg Itzehoe wahr, welche vorher in der Vorburg der Burg Itzehoe wahrgenommen worden waren. Die Vorburg war vermutlich im Jahr 1257 aufgegeben und ihr Gebiet dem Stadtgebiet Itzehoes zugeschlagen worden. Im 17. Jahrhundert wird die Paaschburg als adeliges Gut erwähnt.
Die Paaschburg befand sich östlich der Störschleife mit der in ihr gelegenen Burg Itzehoe und südlich der heutigen Straße „Sandberg“; ihr genauer Standort ist heute aber nicht mehr bekannt. In dem fraglichen Areal erinnern die Straßennamen „Kleine Paaschburg“ und „Große Paaschburg“ an sie.

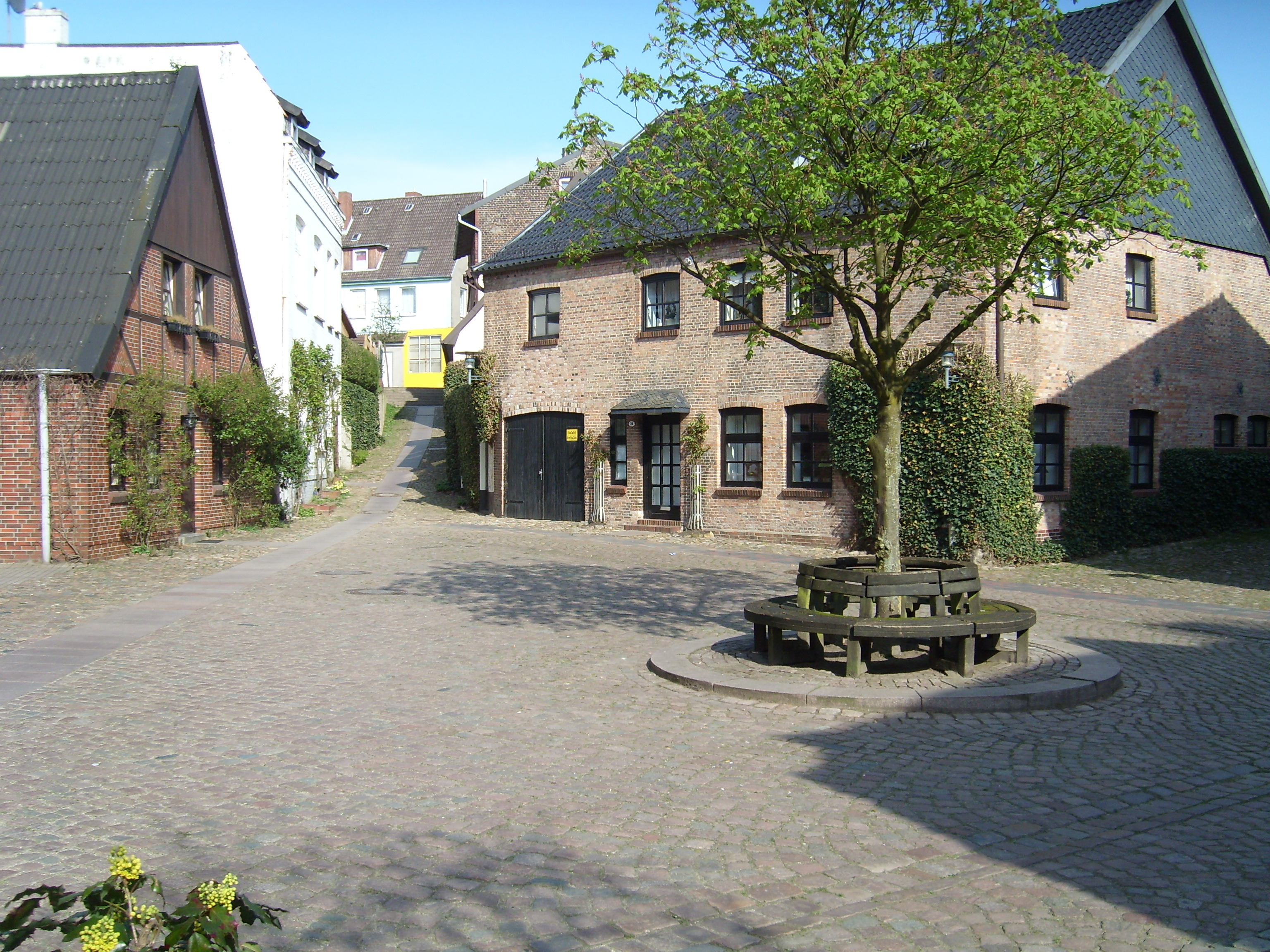
Teil der Straße „Kleine Paaschburg“

Die Bezeichnung „Pa(a)sch(en)burg“ ist im niederdeutschen Sprachraum ein häufiger vorkommender Orts- und Flurname. Da die Paaschburg anfangs ein gräflicher Hof war und die damaligen Grafen von Schauenburg und Holstein ursprünglich aus dem Mittelwesergebiet, dem heutigen Landkreis Schaumburg, kamen, wo ebenfalls Formen des Orts- und Flurnamens Paaschburg verbreitet sind, wurde vermutet, dass eine Namensübertragung durch die Grafen stattgefunden hat, was aber nicht eindeutig belegt ist.